# ハンス・カン
ハンス・カン（Johann　«Hans» Kann, 1927年2月14日 ウィーン  –  2005年6月24日 ウィーン）は、オーストリアのピアニスト・作曲家・音楽教師。

## 経歴
ローマ・カトリックに改宗していたユダヤ人の夫妻、エーミール・クリスティアン・カン（Emil Christian (Israel) Kann、布帛売買業者）とカロリーネ・イェリネク（Caroline Jellinek）の子として生まれる。
1946年より世界各地で演奏旅行を行うが、オットー・シュールホーフ（Otto Schulhof、1889 ウィーン – 1958 ウィーン）の許で更なるピアノの研鑚を積む。
教育者としても、ウィーン国立アカデミー、東京藝術大学、武蔵野音楽大学、上野学園、ダルムシュタット市立アカデミーにて教鞭を執る。また1977年から1995年まで、ウィーン高等音楽学校の教授を務めた。1987年よりウィーン・コンツェルトハウスにて昼の演奏会に出演。東京滞在時には、「全音ピアノピース」のために校訂者を務めていた。